# إدوارد بورغس باتلر
إدوارد بورغس باتلر (بالإنجليزية: Edward Burgess Butler)‏ هو رسام أمريكي، ولد في 16 ديسمبر 1853 في لويستون في الولايات المتحدة، وتوفي في 20 فبراير 1928 في باسادينا في الولايات المتحدة.